# Ла-Хуг-Би

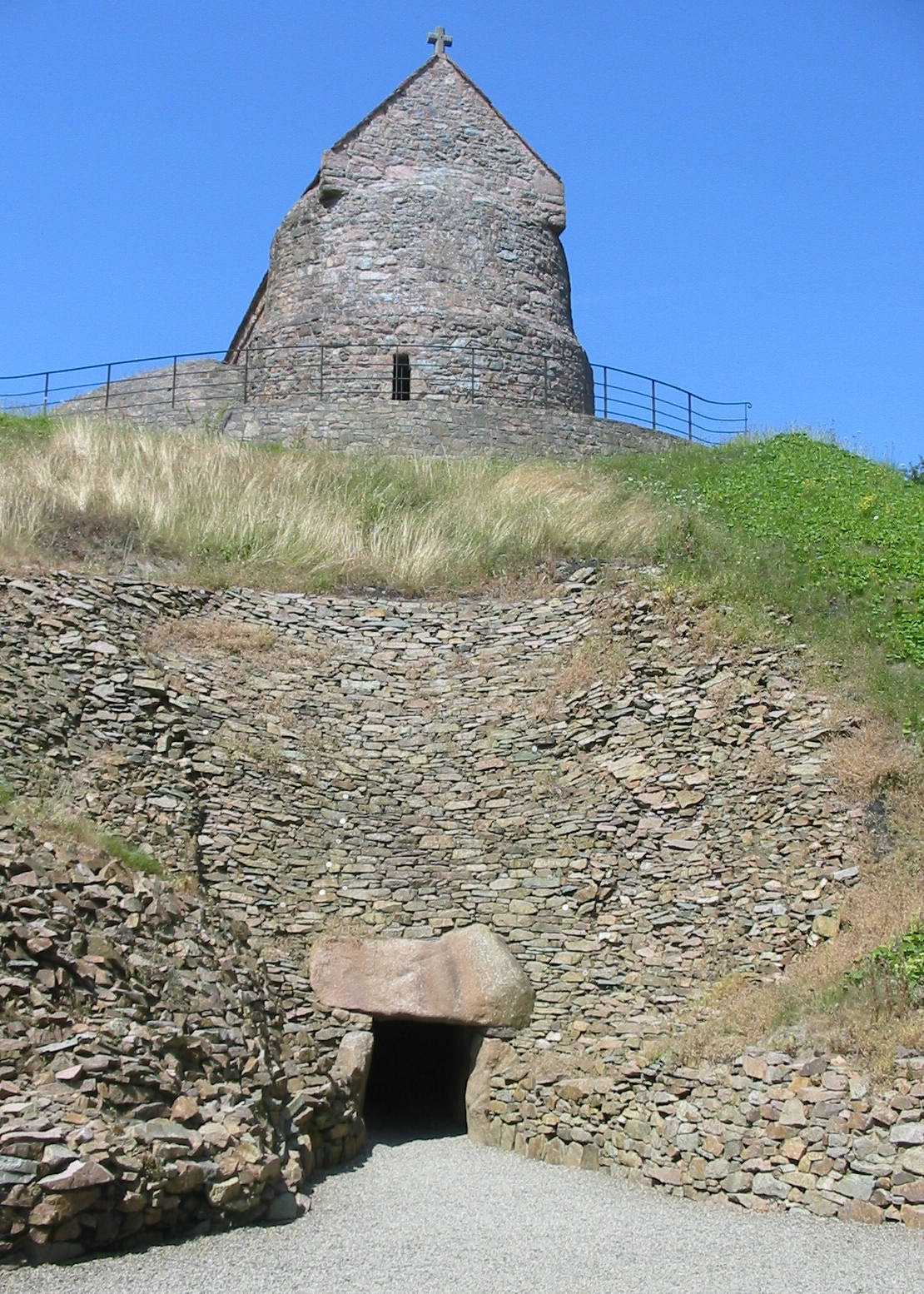
Ла-Хуг-Би

Ла-Хуг-Би (La Hougue Bie) — исторический памятник в округе Грувиль, Джерси. Представляет собой коридорную гробницу с коридором длиной 20 метров, на которой возвышается курган высотой 12 метров. Слово Hougue на нормандском диалекте французского языка означает «курган» и происходит от древненорвежского haugr.
Памятник был сооружён в эпоху неолита около 3500 года до н. э. Хотя многие из коридорных гробниц продолжали использовать в позднем неолите, Ла-Хуг-Би был покинут до этого времени.
Это одна из лучше всего сохранившихся и наиболее крупных коридорных гробниц в Западной Европе. Термин «коридорная гробница» обманчив — скорее всего, это были церемониальные сооружения, храмы, а захоронения в них не были их основным назначением. Благодаря раскопкам и восстановлению оригинального входа было установлено, что в дни весеннего и осеннего равноденствий солнце просвечивало насквозь через два окна камеры.
Раскопки памятника впервые провело в 1925 г. Джерсийское общество (en:Société Jersiaise), которое в настоящее время управляет памятником. Внутри были обнаружены останки не менее восьми человек и могильные дары, в основном керамика. Когда-то в прошлом гробница явно подверглась разграблению.
На вершине кургана находятся часовня XII века перестроенная в 1520 году в Иерусалимскую часовню с криптой. В течение своей истории часовня неоднократно подвергались перестройке. В 1792 году на кургане началось строительство неоготической "башни принца", объединившей часовни в единый комплекс. Башня была разрушена в 1924 году. Во время 2-й мировой войны часовня служила наблюдательным постом, а в кургане и вокруг него находился подземный командный бункер. В настоящее время бункер открыт для публичного посещения, в нём размещена выставка в память рабочих со всей Европы, которые в годы германской оккупации Джерси строили здесь защитные сооружения.
Здесь же расположен Музей археологии и геологии. В нём отдельная экспозиция посвящена Джерсийской мумии, вывезенной из Египта.